# Naoki Matsushita
Naoki Matsushita (Fukushima, 6 juni 1978) is een voormalig Japans voetballer.

## Carrière
Naoki Matsushita speelde tussen 1997 en 1998 voor JEF United Ichihara.